# Territorialkonflikte im Chinesischen Meer

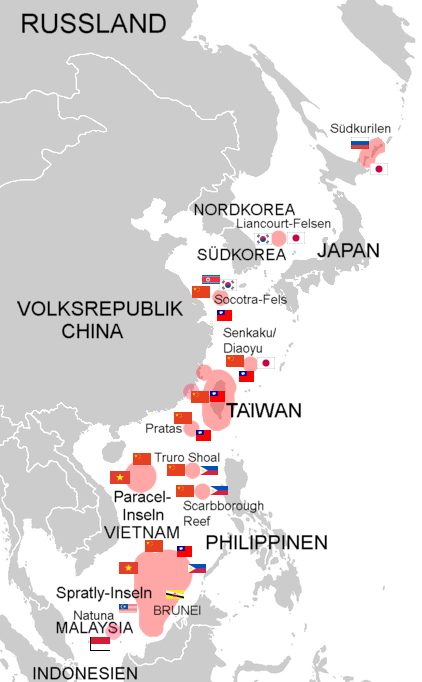
Territorialkonflikte in den Gewässern Ostasiens. Das Südchinesische Meer liegt unterhalb von Taiwan, das Ostchinesische Meer oberhalb von Taiwan

Zu Territorialkonflikten im Chinesischen Meer kam es nach dem Zweiten Weltkrieg zwischen den Anrainern und weiteren Interessenparteien mit weitreichenden ökonomischen und sicherheitspolitischen Interessen. Die territorialen Grenzen zwischen den Anrainerstaaten sind in vielen Fällen nicht geklärt.
Die Staaten Volksrepublik China, Republik China (Taiwan), Japan, Südkorea, Philippinen, Malaysia, Brunei, Indonesien und Vietnam beanspruchen teilweise dieselben Seegebiete und Inseln. Auslöser der Konflikte sind das Interesse an Rohstoffvorkommen und reichen Fischgründen in den Seegebieten des Südchinesischen und Gelben Meeres.

## Geografie
Der Begriff Chinesisches Meer bezeichnet ein großes Randmeer des Pazifiks und besteht aus dem Gelben Meer, dem Golf von Bohai, dem Ostchinesischen Meer und dem Südchinesischen Meer. Es liegt zwischen Borneo, Hinterindien, den japanischen Kyūshū-Inseln, der malaiischen Halbinsel, Nordkorea, Südkorea und der Ostküste von China.
Das Südchinesische Meer hat eine Fläche von etwa 3,6 Mio. km² und eine maximale Tiefe von 5016 m. In seinem Meeresboden lagern schätzungsweise 30 Millionen Barrel Erdöl und 7500 km³ Erdgas. Rund 50 Prozent aller jährlich verschifften Waren werden durch das Südchinesische Meer transportiert. Mineralienvorkommen soll es dort ebenfalls geben.
Nördlich schließen sich erst das Ostchinesische Meer mit 1,25 Mio. km² Fläche und dann das Gelbe Meer mit 380.000 km² Fläche an.

## Wirtschaft
Der Zugang zum Meer hat großes wirtschaftliche Bedeutung für die Volksrepublik China. Im Jahr 2016 wurden alleine über das Südchinesische Meer Waren im Wert von 874 Milliarden US-Dollar exportiert. Insgesamt wurden 83 Prozent der Ölimporte auf dem Seeweg abgewickelt. Darüber hinaus befinden sich unter dem Meeresboden Vorkommen von Erdöl und Erdgas.

## Geschichte

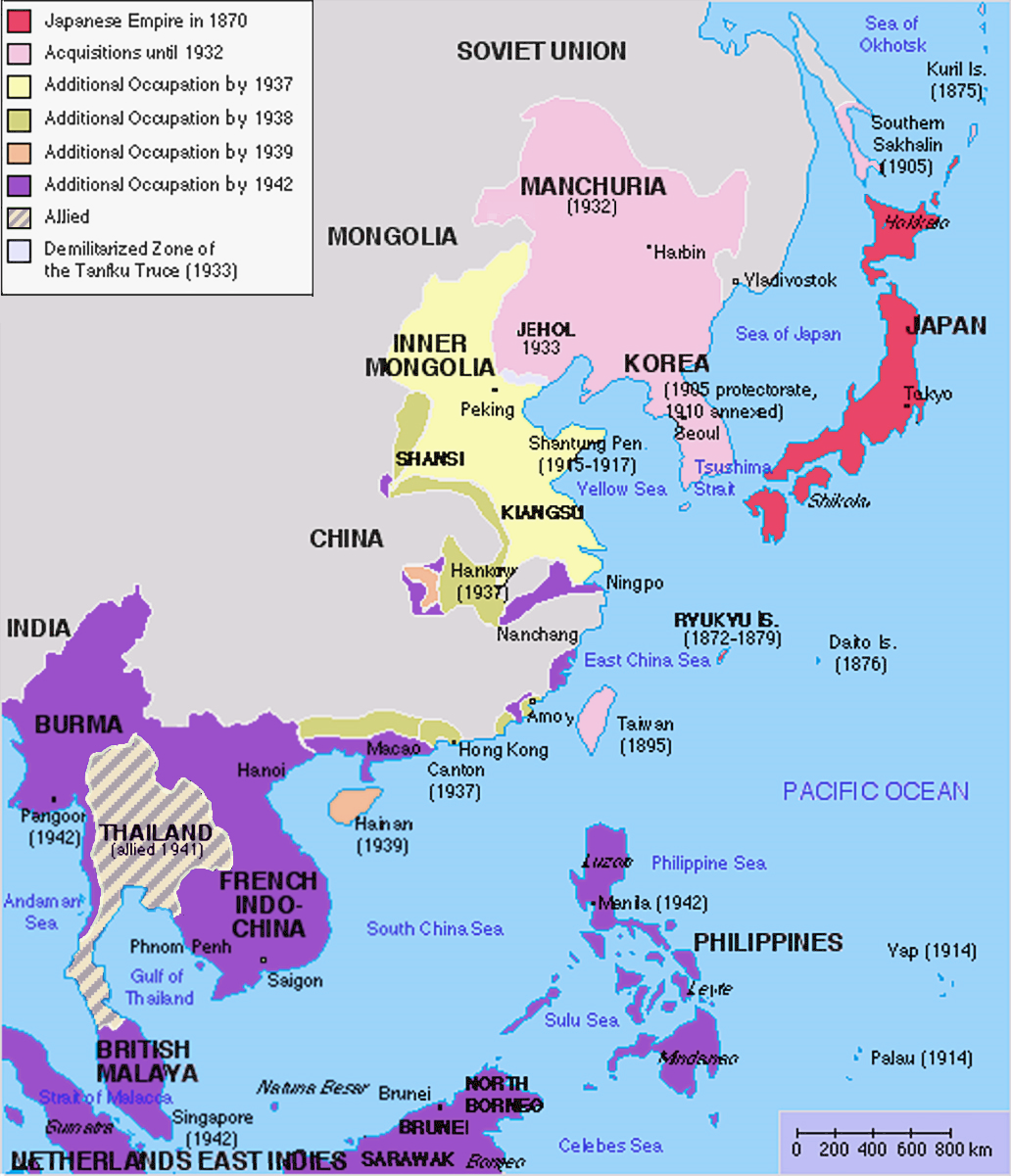
Die Expansion Japans bis zum Ende des Zweiten Weltkriegs

Japan expandierte ab Ende des 19. Jahrhunderts und besetzte u. a. 1895 Taiwan und 1910 Korea, China war in dieser Zeit ausgesprochen machtlos. Die europäischen Kolonialmächte, darunter Frankreich, die Niederlande und Vereinigtes Königreich sowie die USA hatten bereits ihre Einflusssphären abgegrenzt. Ab 1931 griff Japan China an, ab 1937 führte dies zu einem offenen Krieg, 1939 besetzte Japan Hainan, 1940 Französisch-Indochina, 1941 griff es die USA an und besetzte u. a. die Philippinen, Malaysia und Niederländisch-Indien. Nachdem Japan im Zweiten Weltkrieg 1945 besiegt wurde, blieb ein machtpolitisches Vakuum, in das die Sieger Sowjetunion und USA stießen; außerdem kehrten die Europäer für kurze Zeit zurück. Die VR China blieb im Chinesischen Bürgerkrieg 1949 siegreich, es schloss sich der China-Taiwan-Konflikt an. Viele Anrainer wurden unabhängig: 1946 die Philippinen, 1948 Süd- und Nordkorea, 1945/49 Indonesien, 1954 Französisch-Indochina und 1957 Malaysia. 1946–54 wütete der Indochinakrieg. Vor allem China, aber auch andere Anrainer beanspruchten verschiedene Inselgruppen. Nach dem Krieg besetzt gebliebene japanische Inseln wurden erst nach und nach von den Alliierten an Japan zurückgegeben. Im Koreakrieg (1950–53) brach der Konflikt zwischen der Sowjetunion und der VR China auf der einen und den USA auf der anderen Seite offen aus. 1955 bis 1975 wütete der Vietnamkrieg. Ab 1962 isolierte sich Nordkorea zunehmend.
Das historisch belastete Verhältnis zwischen Japan und China wirkte sich auch auf die Ansprüche von Seegebieten im Chinesischen Meer aus. Bis in die 1980er Jahre hinein verhielt sich die Volksrepublik China bei Territorialkonflikten in den umgebenden Meeren jedoch meist kompromissbereit.
Die Wirtschaftskrise ab 2008 ist ein Grund für die Eskalation des Territorialstreits ab 2011. Seit der Wirtschaftskrise gewann die VR China einen wirtschaftlichen Vorsprung gegenüber ihren südostasiatischen Nachbarländern, und diese sahen sich zunehmend bedroht. Weiterhin nahm auch der wirtschaftliche Vorsprung der USA vor China ab, so dass Washington China zunehmend als Rivalen und Herausforderer sah. Das Südchinesische Meer besitzt für die VR China vergleichbares Gewicht wie Tibet, Hongkong oder Taiwan.
In China werden das Gelbe, das Ostchinesische und das Südchinesischen Meer häufig als chinesische Gewässer (Mare Nostrum) gesehen. Diese „nahen Seegebiete“ reichen bis zu einer „Ersten Insellinie“, die von der Südspitze Japans über Taiwan bis zu den Philippinen verläuft. Die Volksrepublik strebt möglicherweise auch die Dominanz bis zur weiter östlichen „Zweiten Insellinie“ – bei den Marianen, Guam und Palau – an. Dann könnten die USA nicht mehr ihre Flugzeugträger-Verbände in die Straße von Taiwan schicken, wie das bei der letzten Krise 1996 der Fall war.
Im September 2021 verkündete US-Präsident Joe Biden die Gründung der indopazifischen Sicherheitsallianz AUKUS. An dem Militärbündnis, das von China heftig kritisiert wird, sind neben den USA auch Australien und Großbritannien beteiligt.

## Umstrittene Gebiete im Ostchinesischen Meer

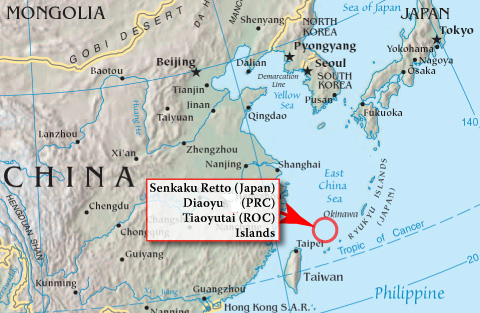
Lage der unbewohnten Senkaku-Inseln (5 Inseln, 3 Felsen)

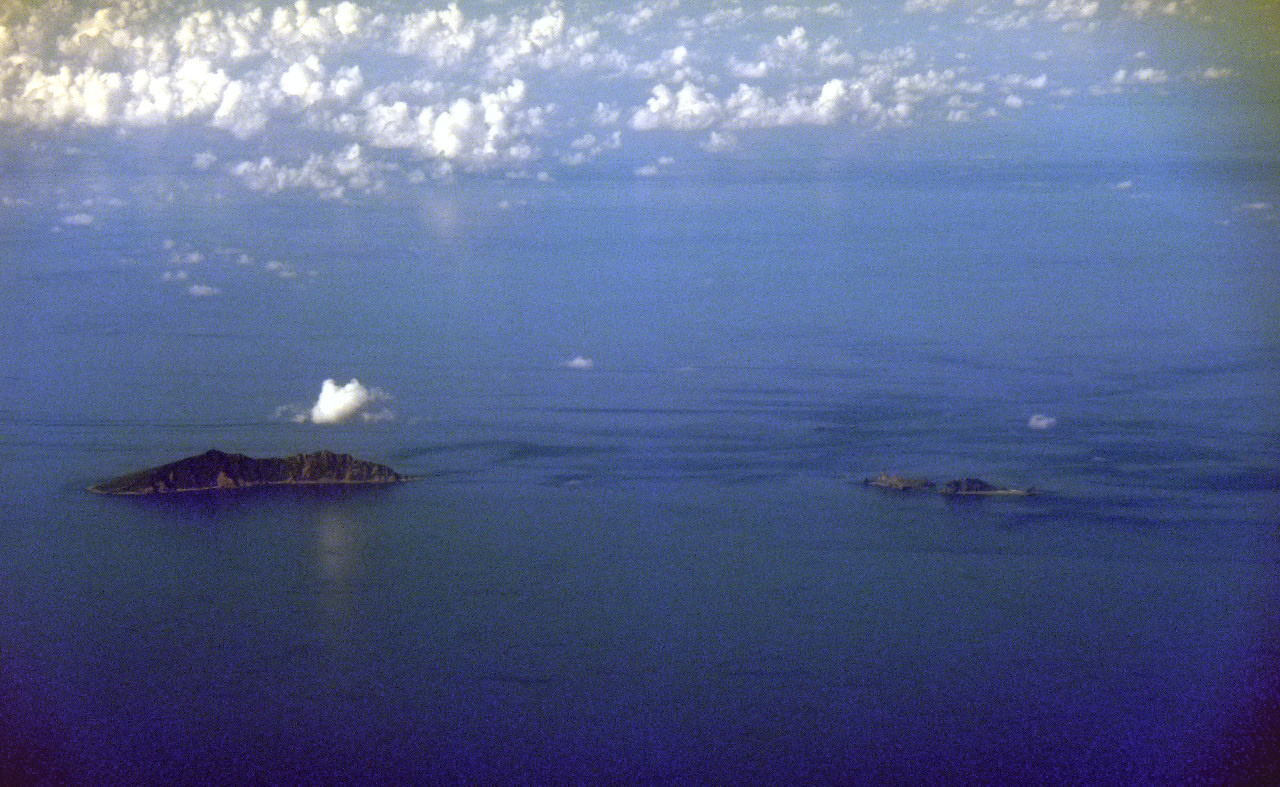
Senkaku Islands, links die Insel Uotsuri Jima (Diaoyu Dao), rechts Kita Kojima (Bei Xiaodao) und Minami Kojima (Nan Xiaodao) 15. September 2010

### Senkaku-Inseln
Die Senkaku-Inseln sind eine unbewohnte Inselgruppe auf dem Festlandsockel im Ostchinesischen Meer etwa 200 km nordöstlich von Taiwan und 300 km westlich von Okinawa. Sie bzw. Teile davon werden von drei Staaten beansprucht:
- Volksrepublik China
- Taiwan
- Japan.

Seit 1972 wurden sie (wieder) von Japan verwaltet.
Privatpersonen sowohl aus China wie auch aus Japan versuchen immer wieder, Fahnen auf den Inseln zu hissen und verursachen damit diplomatische Irritationen.

### Socotra-Fels
Der Socotra-Fels ist ein untermeerisches Riff im Ostchinesischen Meer, auf welches zwei Staaten Ansprüche erheben:
- Südkorea
- Volksrepublik China

Seit 1995 wird der Fels von Südkorea verwaltet, das dort eine Forschungsstation gebaut hat.

## Umstrittene Gebiete im Südchinesischen Meer

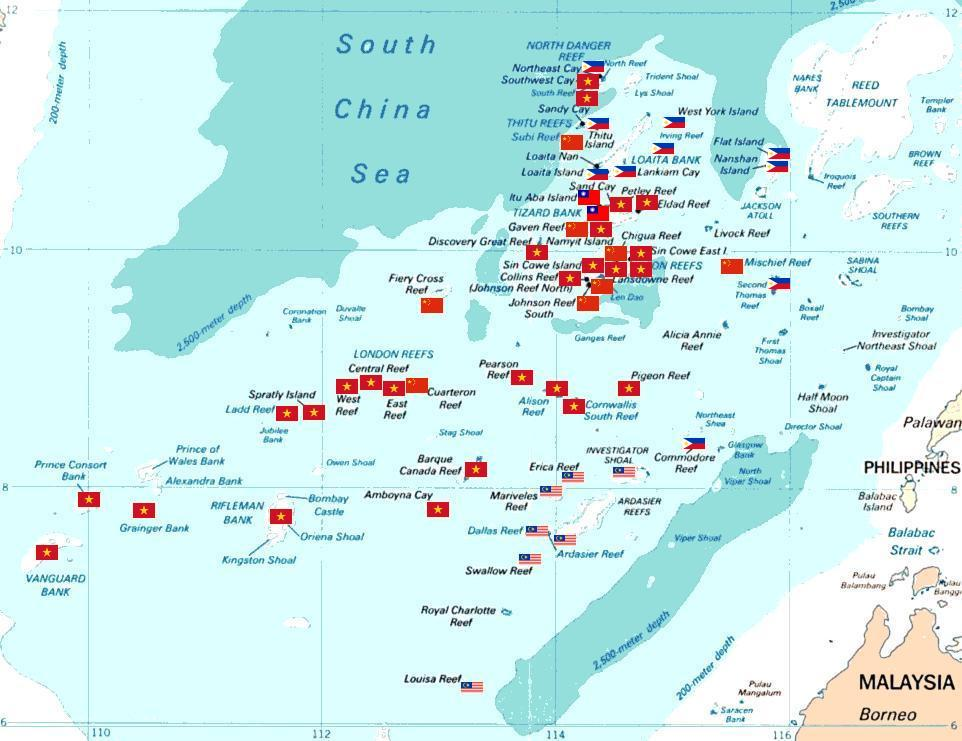
Offizielle Okkupationen im Raum der Spratly-Inseln

Territoriale Ansprüche und ausschließliche Wirtschaftszonen im Südchinesischen Meer

Spätestens seit die VR China 2009 bei den Vereinten Nationen mit der „Neun-Striche-Karte“ ihre weitgehenden Ansprüche im Südchinesischen Meer bekräftigt hat, sind diese Streitigkeiten auch im Westen bekannt geworden.

### Spratly-Inseln

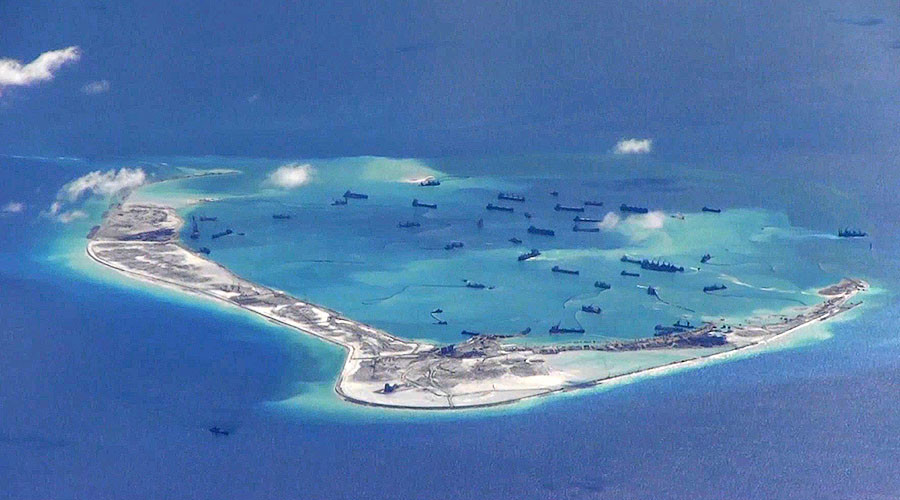
Zhubi Jiao (Subi Reef) im Mai 2015

Die Spratly-Inseln sind über 100 weit verstreuten Riffe, Atolle und kleinen Inseln und werden von sechs Staaten beansprucht:
- Brunei
- Volksrepublik China
- Malaysia
- Philippinen
- Taiwan
- Vietnam.

Das rund 180.000 Quadratkilometern große Gebiet gilt als rohstoff- und fischreich. Weiterhin ist es für die Seeschifffahrt außerordentlich wichtig.
Die Inseln werden von verschiedenen Staaten kontrolliert:
- die Philippinen halten den nordöstlichen Teil besetzt
- Taiwan besetzt Taiping Dao
- Malaysia unterhält zeitweise im Swallow-Riff einen Stützpunkt.
- Brunei erhebt Ansprüche auf einige Atolle der Spratly-Inseln, die in seiner AWZ liegen.
- Vietnam hält den größten Teil der Spratly-Inseln besetzt.
- Die Volksrepublik China hält u. a. das Johnson Riff und Yongshu Jiao besetzt.

Nachdem China einige Riffe zu künstlichen Inseln aufgeschüttet hatte, schickten die USA Ende Oktober 2015 demonstrativ Kriegsschiffe in die Region.

### Paracel-Inseln
Die Paracel-Inseln sind eine Gruppe kleiner Korallenatolle, rund 330 km südöstlich der Insel Hainan im Südchinesischen Meer und werden in Gänze von zwei Nationen beansprucht:
- Volksrepublik China
- Vietnam.

Seit 1974 wird die gesamte Inselgruppe von der Volksrepublik China kontrolliert.

### Scarborough-Riff

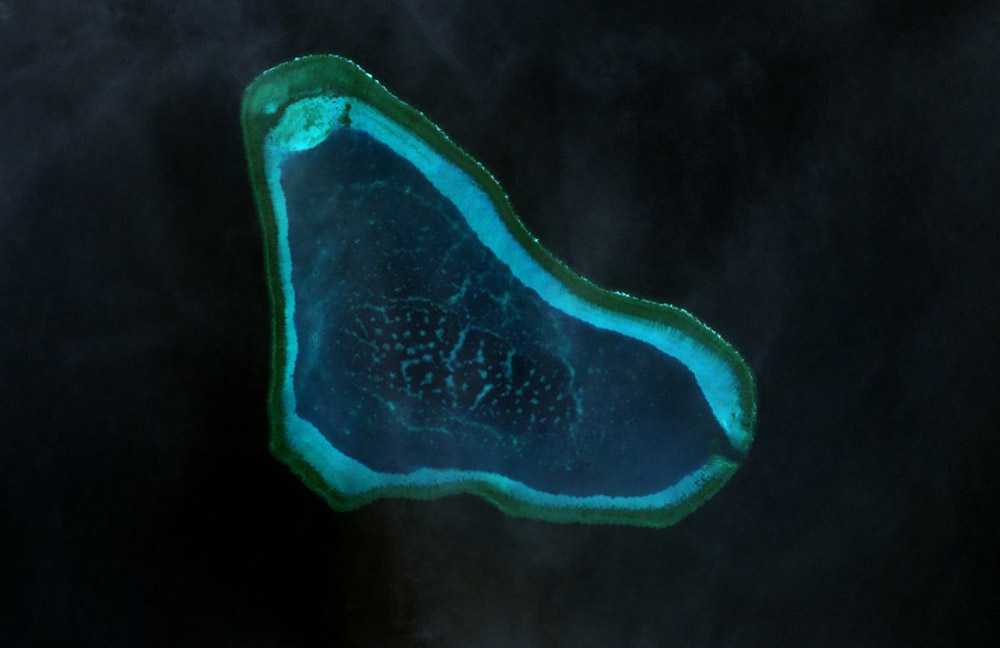
Huangyan Dao

Scarborough-Riff (Huangyan Dao) bezeichnet ein weitgehend versunkenes Atoll, das aus 2 Inseln und mehreren größeren und zahlreichen kleineren Korallenstöcken besteht. Es wird von zwei Nationen beansprucht:
- Volksrepublik China
- Philippinen.

Derzeit wird das Gebiet von China kontrolliert.

### Macclesfield Bank
Macclesfield Bank besteht aus unter der Wasseroberfläche liegenden Atollen und wird von zwei Staaten beansprucht:
- Volksrepublik China
- Taiwan.

### Zhongsha-Inseln
Die von der VR China als Zhongsha-Inseln bezeichneten Objekte, dazu zählen auch Macclesfield Bank und Scarborough-Riff, sind überwiegend unter der Wasseroberfläche liegende Atolle im Südchinesischen Meer. Sie werden von der VR China beansprucht.
Es wird bezweifelt, ob überhaupt ein territorialer Anspruch eines Nationalstaates vorgebracht werden kann, da das gesamte Gebiet unter der Wasseroberfläche liegt.

## Weitere Umstrittene Gebiete

### Liancourt-Felsen
Die Inselgruppe der Liancourt-Felsen liegt im Japanischen Meer, nördlich des chinesischen Meeres. Drei Staaten erheben Ansprüche:
- Südkorea
- Nordkorea
- Japan.

Seit 1953 werden die Inseln de facto von Südkorea verwaltet.

## Positionen
Die VR China erhebt Anspruch auf 80 Prozent des Südchinesischen Meeres, da die Vielzahl der Inseln seit dem 2. Jahrhundert traditionell Bestandteil des chinesischen Territoriums seien. 1974 vertrieb China Südvietnam von den Paracel-Inseln. 1994 landete die Chinesische Marine auf dem Mischief-Riff, das von den Philippinen beansprucht wird. Seit 2011 werden die Ansprüche zunehmend offensiver vertreten.
2012 protestierte China gegen Japans Aktivitäten auf den Senkaku-Inseln.
2016 wurden Satellitenaufnahmen veröffentlicht, die militärische Baumaßnahmen auf den Inseln Fiery Cross, Subi und Mischief Reef belegten.

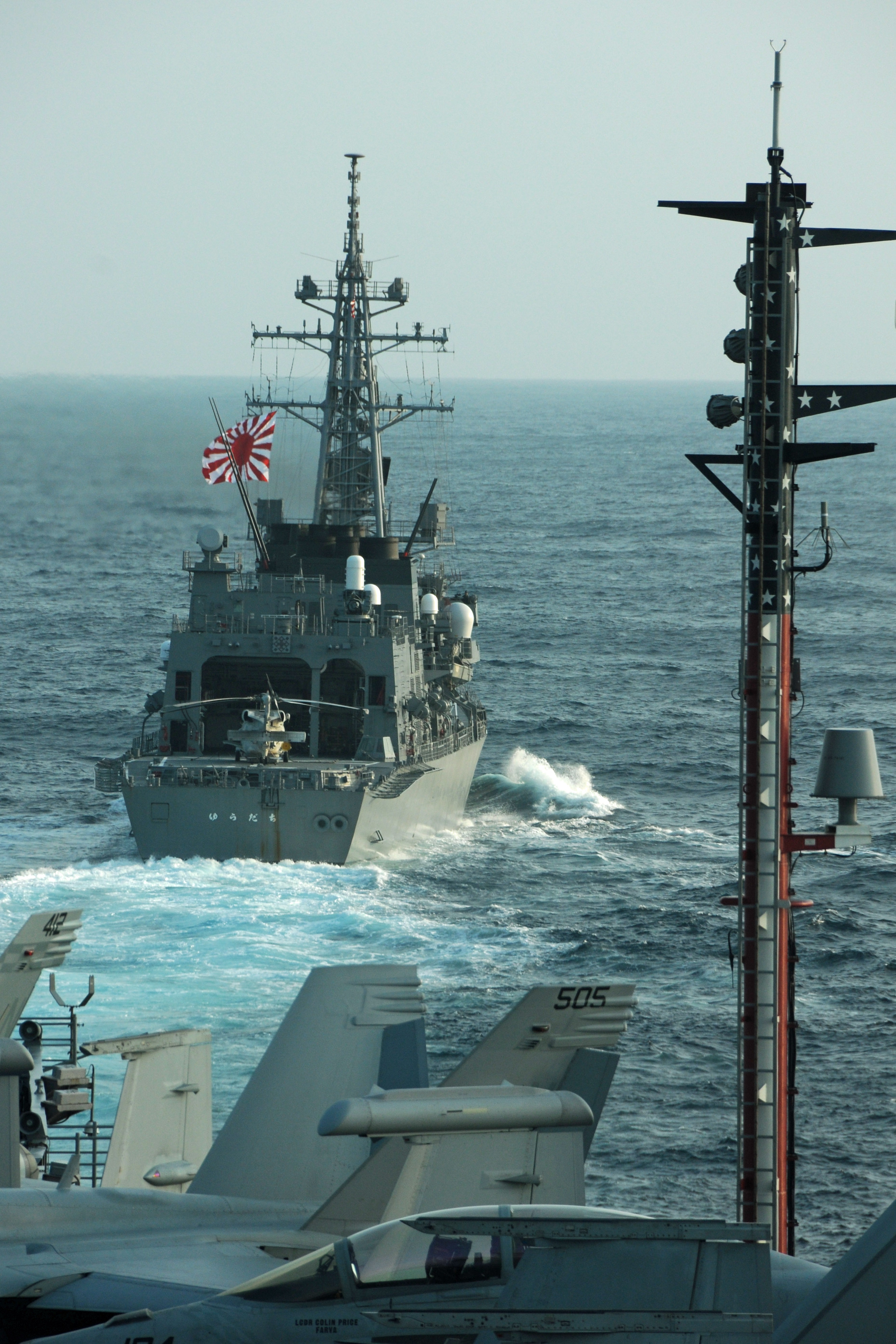
Der japanische Zerstörer Yūdachi 2012 im südchinesischen Meer

Als Folge des Zweiten Weltkrieges blieben ehemals japanische Inseln auch nach deren Unabhängigkeit von den USA besetzt. Erst im Jahr 1972 wurde die Souveränität über die Ryūkyū- und Senkaku-Inseln wieder an Japan übertragen. 2012 kaufte Japan Land von privaten Besitzern auf den Senkaku-Inseln – deshalb gab es Streit mit der VR China. Immer wieder werden chinesische Fischer in den umstrittenen Seegebieten von japanischen Patrouillen aufgebracht.
In Bezug auf die Spratly-Inseln hat Japan ein Interesse an einer stabilen Situation, da 48 Prozent des japanischen Handelsverkehrs sowie ein hoher Anteil des Warenverkehrs von und nach Südkorea, Taiwan und Indonesien durch das Seegebiet läuft. 70 Prozent der japanischen Rohöleinfuhren kommen ebenfalls an den Inseln vorbei.
Indien tastet sich über den Kauf von Ölfeldern in das Südchinesische Meer vor. Das Land unterstützt kleinere südostasiatische Anrainer bei der Ausbeutung von Rohstoffen im Chinesischen Meer. Indien unterhält gute Beziehungen zu Vietnam und will für seine Flotte Werften in Vietnam nutzen.

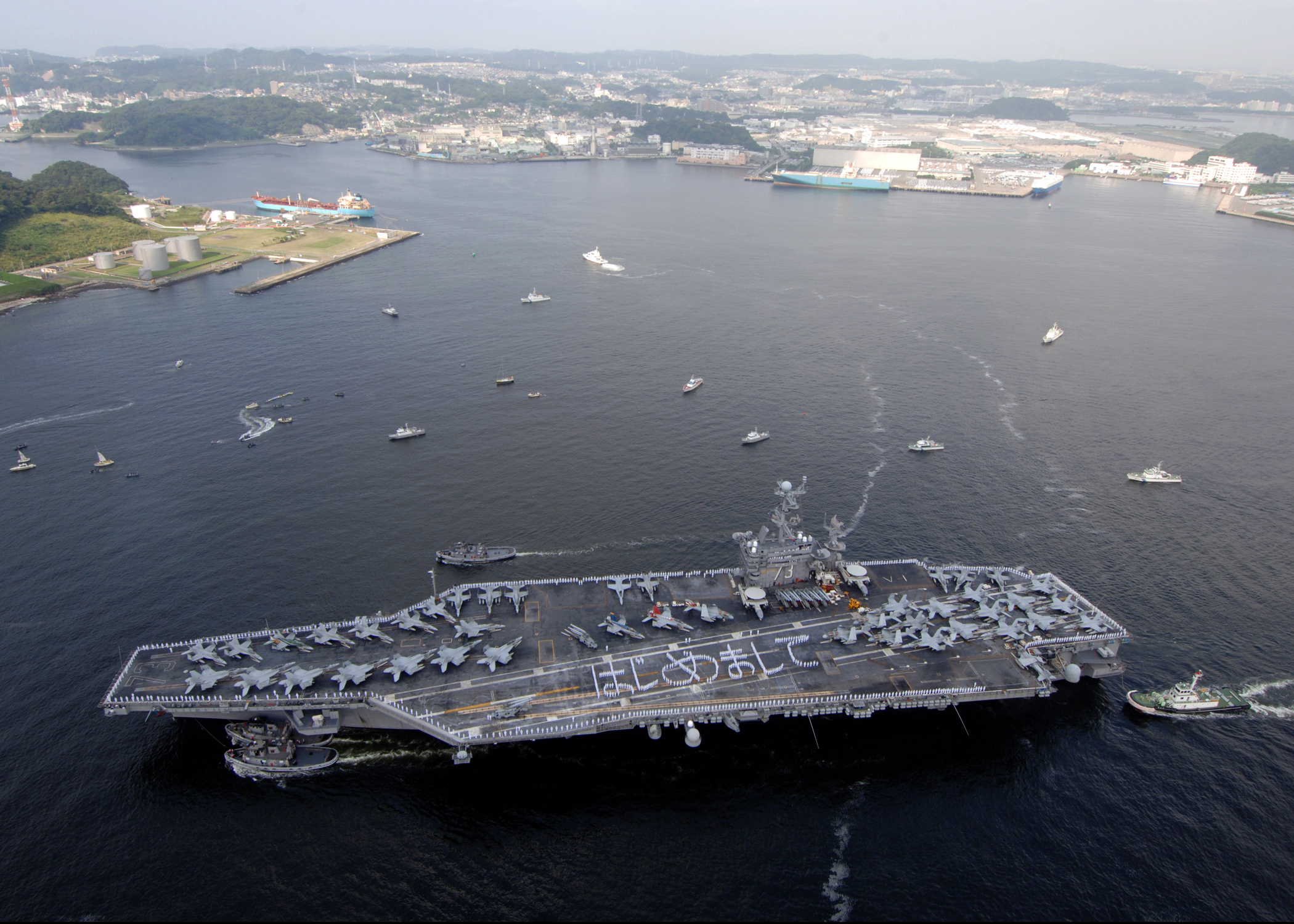
2012 wurde die USS George Washington ins Gelbe Meer verlegt.

Die starke Präsenz der USA in der Region geht auf den Zweiten Weltkrieg zurück. Mit Südkorea und Japan sind die USA verbündet, mit Taiwan, Indonesien und den Philippinen unterhalten sie enge sicherheitspolitische Beziehungen und die Zusammenarbeit mit Vietnam wird ausgebaut.
Die USA betrachten die Region „als erstes Bollwerk gegenüber Pekings Machtstreben“
Die Siebte US-Flotte im Pazifik besteht aus 50–60 Schiffen, 350 Flugzeugen und 60.000 Mann. 18 Schiffe operieren von US-Stützpunkten in Japan und Guam aus.
2012 erklärte die US-Außenministerin Hillary Clinton die Seerechtsfragen in der Region zu einem „nationalen Interesse der USA“ und kündigte an, 60 Prozent der Marine in den Pazifik zu verlegen.
Im Juli 2020 schickte die US-Navy Kriegsschiffe zu sogenannten Freedom of Navigation-Fahrten in die von China beanspruchten Gewässer. Damit demonstrierte Washington, dass es die sogenannte Nine-dash-Linie im Südchinesischen Meer, die China offiziell als Landesgrenze beansprucht, nicht akzeptiert. US-Außenminister Mike Pompeo bezeichnete Chinas Gebietsansprüche als illegal. Zu den US-Kriegsschiffen die im Juli 2020 im Seegebiet operieren gehören die zwei Flugzeugträger Nimitz und Ronald Reagan mit ihren Flugzeugträgerkampfgruppen mit je zwei Lenkwaffenkreuzern, zwei bis drei Lenkwaffenzerstörern, zwei Jagd-U-Booten und einem logistischen Trossschiff.
Die Philippinen sehen sich im Konflikt um Seehoheitsrechte vom überlegenen China bedroht und arbeiten eng mit den USA zusammen. Seit 1991 führt die philippinische Marine zusammen mit der US Navy das jährliche Manöver „Balikatan“ (Schulter an Schulter) mit 6000 Soldaten durch.
Im Konflikt um die Spratly-Inseln besetzten die Philippinen 1970 insgesamt acht Inseln.
2012 kam es immer wieder zu Zusammenstößen zwischen der philippinischen Marine und chinesischen Schiffen. Seit 2012 kontrolliert die VR China das Gebiet des Scarborough-Riffs.
Auch Vietnam fühlt sich von Chinas Ansprüchen stark bedroht. Auf der chinesischen Insel Hainan vor der Küste Vietnams wird seit 2001 eine große Marinebasis der Chinesischen Volksmarine gebaut.
Vietnams Marine hält Manöver mit dem ehemaligen Kriegsgegner USA ab. Vietnam beansprucht große Teile der Spratly-Inseln. 2007 beschossen vietnamesische Flak-Schützen auf dem Tennant-Riff ein philippinisches Aufklärungsflugzeug.
2012 kam es neben scharfen Wortwechsel zwischen China und Vietnam zu einem Zwischenfall, als laut vietnamesischen Angaben eines von zwei chinesischen Patrouillenbooten, die ein chinesisches Fischerboot begleiteten, vorsätzlich einige Kabel eines vietnamesischen Erdöl-Erkundungsschiffes durchtrennte.
In Reaktion auf die anhaltenden Souveränitätsstreitigkeiten im Südchinesischen Meer kündigte Australien 2016 an, die Seerüstung in den kommenden zwei Jahrzehnten erheblich zu steigern. Alle Konfliktparteien im Südchinesischen Meer wurden aufgefordert, in einen konstruktiven Dialog zu treten. Australien lehne die künstliche Schaffung von Inseln, auch für militärische Zwecke und die darauf basierenden Territorialansprüche ab. China reagierte ablehnend.
Im Jahr 2018 unterstellt die Volksrepublik ihre Küstenwache der Bewaffneten Volkspolizei und erweiterte ihre Ausstattung, insbesondere mit Patrouillenbooten, die Seezielflugkörper und Hubschrauber einsetzen können. Im Rahmen der Maritimen Volksmiliz stehen zudem zahlreiche zivile Schiffe und Boote sowie Zivilisten aus maritimen Berufen für militärische Operationen zur Verfügung, seit 2016 auch mit einer Klasse von Fischerbooten, die für den Einsatz als militärische Hilfsschiffe vorgerüstet sind.
Die kleinen Anrainerstaaten setzten als Schutz auch auf den einst als Verteidigungsbund gegründete Vereinigung Südostasiatischer Nationen (Asean). 2002 kam es nach Gesprächen zwischen der ASEAN und China zu einem Abkommen über „Verhaltensregeln“ im Südchinesischen Meer, 2003 zu einer Erklärung über einen provisorischen Baustopp auf den Spratly-Inseln. Innerhalb von ASEAN ist die Haltung jedoch nicht eindeutig, da Länder wie Kambodscha Investitionen und Entwicklungshilfe aus China erhalten, deshalb wurde 2012 erstmals in der Geschichte der 1977 gegründeten ASEAN 2012 keine Abschlusserklärung nach dem Außenministertreffen abgegeben. Auf dem 36. ASEAN-Gipfel 2006 wurde erklärt, das Seerechtsübereinkommen der Vereinten Nationen sei „die Grundlage für die Bestimmung der maritimen Ansprüche, der Hoheitsrechte, der Gerichtsbarkeit und der berechtigten Interessen über Seezonen, und das UNCLOS von 1982 legt den rechtlichen Rahmen fest, innerhalb dessen alle Aktivitäten in den Ozeanen und Meere müssen durchgeführt werden.“

## Rechtliche Situation
Das Seerechtsübereinkommen der Vereinten Nationen von 1982 sieht eine Ausschließliche Wirtschaftszone (AWZ) vor, die maximal 200 Seemeilen weit vor die Küste eines Staates reicht. Dies gilt auch für die Inseln eines Staates. Daraus ergeben sich Fragen, was eine Insel im rechtlichen Sinn ist, und wie eine Insel von anderen Landformationen im Meer, beispielsweise von Felsen oder von trockenfallenden Erhebungen, abzugrenzen ist. Letztere ermöglichen nämlich trotz Zugehörigkeit zu einem Staat keine Rechte auf die benachbarten Seegebiete. Diese Rechtsfragen sind bisher noch nicht entschieden.
China trat dem Seerechtsübereinkommen im Jahr 1996 bei. Nach Auffassung der chinesischen Regierung erstrecken sich sein Festlandsockel und seine ausschließliche Wirtschaftszone über 3,6 Millionen Quadratkilometer. Zwei Drittel dieser Fläche sind aber umstritten, weil auch andere Staaten sie beanspruchen.
Inzwischen werden im Südchinesischen Meer mehr als 100 Landformationen von den Anrainerstaaten beansprucht. Manche Landformationen werden befestigt, erweitert und zu Stützpunkten ausgebaut, um auf diesem Weg zu den Rechten auf eine AWZ zu kommen.
2013 rief die Regierung der Philippinen den Ständigen Schiedshof in Den Haag an, um die Territorialansprüche zwischen China und den Philippinen zu klären. Dabei berief sie sich auf das Seerechtsübereinkommen der Vereinten Nationen (SRÜ).
2016 entschied das Schiedsgericht, dass Panganiban (Mischief Reef), Ayungin (Second Thomas Shoal) und Recto (Reed Bank vor Palawan) zur ausschließlichen Wirtschaftszone der Philippinen gehörten, Panatag (Scarborough-Riff) jedoch nicht. Die Fischgründe von Panatag würden traditionell von mehreren Ländern genutzt; weder China noch die Philippinen dürften andere dort vom Fischen abhalten.
Die Regierung der Philippinen begrüßte das Urteil, während die Vertreter der Volksrepublik China es für unbegründet und nicht bindend erklärten.